# Jadwiga Jarecka
Jadwiga Kuligowska-Jarecka, ps. Przepiórka (ur. 28 września 1898 w Skorykach k. Zbaraża, zm. 27 stycznia 1944 w Oświęcimiu) – polska lekarz stomatolog, harcmistrzyni, komendantka Hufca Żeńskiego w Rzeszowie w latach 1923–1926, zastępczyni komendantki Krakowskiej Chorągwi Żeńskiej ZHP (1923).

## Życiorys
Urodziła się w Skorykach. Jej ojciec, Kajetan, był urzędnikiem pocztowym. Miała brata Mieczysława (1900–1980), w czasie II wojny światowej lotnika mechanika w RAF). Szkołę powszechną i gimnazjum ukończyła w Stryju. Do Rzeszowa przyjechała w 1918 roku. Zaraz po przyjeździe zgłosiła do druhny Jadwigi Luśniak (pierwsza hufcowa harcerek w Rzeszowie) swą gotowość do pracy w ruchu skautowym. Wkrótce też została drużynową 1 Żeńskiej Drużyny im. Królowej Jadwigi przy Seminarium Nauczycielskim w Rzeszowie. Ukończyła we Lwowie szkołę medyczną i pracowała jako technik dentystyczny. Po uzupełnieniu studiów stomatologicznych Jadwiga otworzyła przy ul. 3 Maja 18 w Rzeszowie własny gabinet dentystyczny. W 1927 r. zawarła związek małżeński z Józefem Jareckim (ur. 1891, kapitanem WP, oficerem w 22 pułku artylerii polowej w Rzeszowie, uczestnikiem kampanii wrześniowej, został internowany w Rumunii. Po wojnie zamieszkał w Stanach Zjednoczonych). Dzieci nie miała.

## Działalność konspiracyjna
Tuż przed wybuchem wojny Jadwiga zorganizowała odprawę drużynowych, informując o groźnej sytuacji politycznej. Poleciła również przygotować dobrze wyposażone torby sanitarne dla drużyn żeńskich. W końcu sierpnia i na samym początku września 1939 roku harcerki rzeszowskie pod dowództwem harcmistrzyni pełniły służbę na dworcach prowadzących do miasta. Ich zadaniem było kierowanie zmobilizowanych żołnierzy do RKU (Rejonowa Komenda Uzupełnień), aby nie błądzili po mieście. W pierwszych dniach wojny harcerki pracujące pod rozkazami Jadwigi udzielały pomocy rannym oraz zajmowały się ich przewozem do szpitali. Wkrótce Jarecka ze swoją grupą włączyła się w działalność Związku Walki Zbrojnej i wypełniały zadania zlecone przez Wojskową Służbę Kobiet, która działała w ramach ZWZ a później AK. Miała wiele kontaktów z ludźmi pracującymi w konspiracji, od szaroszeregowych harcerzy po działaczy podziemia. Pracowała w wywiadzie i łączności. Pełniła też w Rzeszowie funkcję referentki WSK w Inspektoracie AK „Rtęć”. Organizowała również paczki dla więźniów obozów koncentracyjnych. Jej gabinet dentystyczny był kluczowym miejscem wielu operacji. Zdarzało się, że na fotelu siedział Niemiec, a w pokoju obok trwało spotkanie organizacji podziemnej. Jej harcerki przeniosły nielegalnie książki wyrzucone przez Niemców na bruk z Żydowskiego Domu Ludowego przy ul. Tanebauma do biblioteki na ulicy 3 Maja.

## Śmierć
Została aresztowana w 1942 roku. Poddano ją bolesnemu przesłuchaniu w więzieniu w Rzeszowie. Pomimo tortur nie wydała nikogo, nikt z jej otoczenia nie został później aresztowany. Została przetransportowana do więzienia w Tarnowie, a następnie do Oświęcimia, gdzie zmarła.

## Upamiętnienie

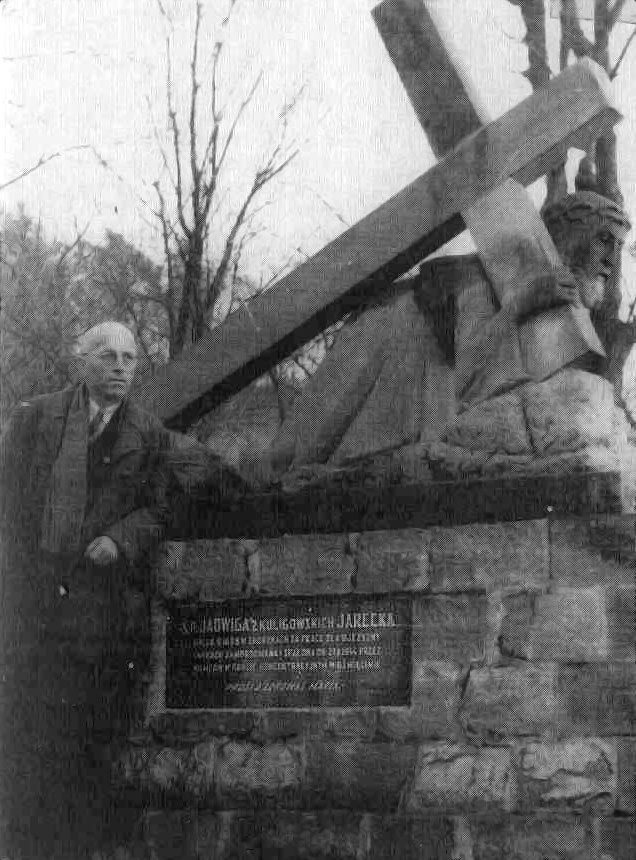
Brat męża J.Jareckiej stojący obok tablicy pamiątkowej na pomniku nagrobnym jej teściów na cmentarzu w Niewodnej

Tablica pamiątkowa znajduje się na pomniku nagrobnym jej teściów na cmentarzu w Niewodnej. W Rzeszowie na ulicy Bernardyńskiej (na ścianie Szkoły Podstawowej nr 1, gdzie wcześniej mieściło się Żeńskie Seminarium Nauczycielskie) również znajduje się tablica. Wymienione są na niej też Jadwiga Luśniak, Maria Burek i Stanisława Chodzińska.